# Taviano
Taviano est une commune italienne de la province de Lecce, dans la région des Pouilles.

## Administration
| Période                                  | Période  | Identité                | Étiquette       | Qualité |
| ---------------------------------------- | -------- | ----------------------- | --------------- | ------- |
| 16/05/2011                               | En cours | Carlo Deodato Portaccio | (liste civique) |         |
| Les données manquantes sont à compléter. |          |                         |                 |         |

### Hameaux
Marina di Mancaversa.

### Communes limitrophes
Gallipoli, Matino, Melissano, Racale.